# Ashida-shuku

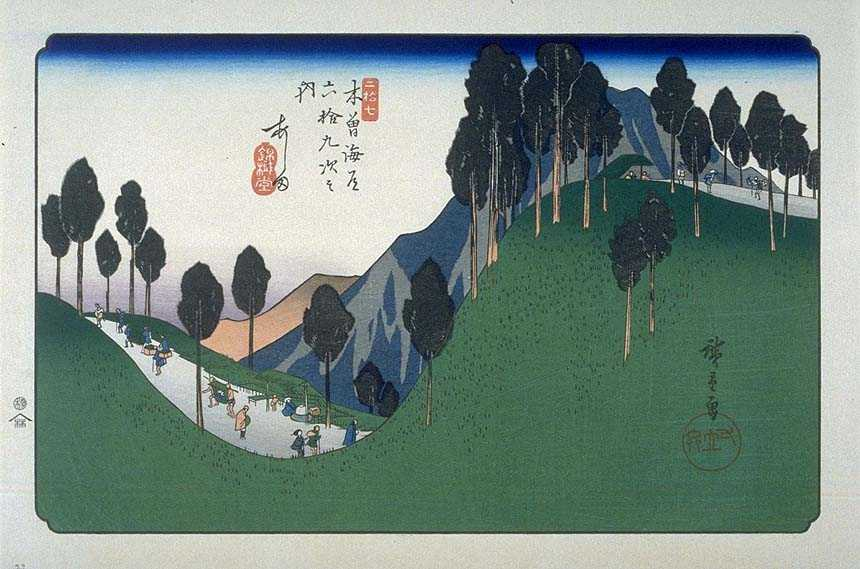
Ashida-shuku, estampe de Hiroshige de la série Les Soixante-neuf Stations du Kiso Kaidō.

Pour les articles homonymes, voir Ashida.
Ashida-shuku (芦田宿, Ashida-shuku) était la vingt-sixième des soixante-neuf stations du Nakasendō. Elle est située dans la ville moderne de Tateshina, dans le district de Kitasaku de la préfecture de Nagano au Japon.

## Histoire
Ashida-shuku fut établie en 1601 durant la période Edo, quand le Nakasendō était dégradé et que le gouvernement ordonna la création de nouvelles stations. Elle se trouvait près de l'entrée est du col de Kasadori et était renommée pour sa production de soie.

## Stations voisines
Nakasendō
Mochizuki-shuku – Ashida-shuku – Nagakubo-shuku
(Motai-shuku était une ai no shuku située entre Mochizuki-shuku et Ashida-shuku.)